# Medal Obrony Narodowej
Medal Obrony Narodowej (fr. Médaille de la Défense nationale, skr. DEF-NAT) – wojskowe odznaczenie resortowe francuskiego ministerstwa obrony, ustanowione 21 kwietnia 1982.

## Charakterystyka
Medal dzieli się na trzy stopnie:
1. Złoty Medal (Médaille d’Or),
2. Srebrny Medal (Médaille d’Argent),
3. Brązowy Medal (Médaille de Bronze)[1].

W normalnych przypadkach medal przeznaczony jest do odznaczania żołnierzy za wieloletnią i efektywną służbę wojskową (odpowiednio 10 lat, 5 lat lub pół roku oraz odpowiednia liczba punktów służbowych przydzielanych z uwzględnieniem czasu służby wojskowej, odległości od Francji, zdobytych kwalifikacji, awansów, osiągnięć itp.).
W wyjątkowych przypadkach istnieje dla żołnierzy możliwość otrzymania medalu za działanie wymagające szczególnych cech odwagi i poświęcenia lub udział w misjach niosących ze sobą wyjątkowe ryzyko, dla osoby wykazującej niezwykłą dynamikę, poświęcenie i skuteczność w wykonywaniu swoich obowiązków; może być przyznany rannym i poległym na służbie (tym ostatnim zwykle w stopniu złotym). Osoby wojskowe mogą medal otrzymać za szczególnie honorowe zasługi świadczone podczas służby, a osoby cywilne lub cudzoziemcy mogą zostać odznaczeni za zasługi dla obronności Francji lub jej armii.

## Okucia
Medale, przyznane zarówno w przypadkach normalnych, jak i szczególnych, wyposażane są w dodatkowe okucia w postaci poziomych metalowych listewek z napisami, które mocowane są do wstążki. Okucia mogą być specjalistyczne, ewentualnie z dodatkowym okuciem geograficznym.
Okucia geograficzne mogą mieć napis: CORPS EUROPÉEN, FORCE OCÉANIQUE STRATÉGIQUE, MISSIONS D’OPÉRATIONS EXTÉRIEURES, MISSIONS D’OPÉRATIONS INTÉRIEURES, TERRES AUSTRALES ET ANTARCTIQUES MURUROA-HAO, ESSAIS NUCLÉAIRES.
Okucia specjalistyczne to: ARMÉE DE L’AIR, DÉFENSE AÉRIENNE, SOUTIEN DES FORCES AÉRIENNES, FORCES AÉRIENNES, FORCES AÉRIENNES STRATÉGIQUES, GÉNIE DE L’AIR, SERVICE D’INFRASTRUCTURE DE LA DÉFENSE, INTERARMÉES, SERVICE DU COMMISSARIAT DES ARMÉES, JOURNÉE DÉFENSE ET CITOYENNETÉ, ARMÉE DE TERRE, ARME BLINDÉE ET CAVALERIE, ARTILLERIE, AVIATION LÉGÈRE, GÉNIE, INFANTERIE, LÉGION ÉTRANGÈRE, TROUPES DE MARINE, MATÉRIEL, SAPEURS-POMPIERS, SÉCURITÉ CIVILE, TRANSMISSIONS, TRAIN, TROUPES AÉROPORTÉES, TROUPES DE MONTAGNE, ARMEMENT, DÉFENSE, ÉTAT-MAJOR, GENDARMERIE NATIONALE, ÉCOLES DE GENDARMERIE, FORMATIONS AÉRIENNES DE LA GENDARMERIE, GARDE RÉPUBLICAINE, GENDARMERIE DE LA SÉCURITÉ DES ARMEMENTS NUCLÉAIRES, GENDARMERIE DE L’AIR, GENDARMERIE DE L’ARMEMENT, GENDARMERIE DÉPARTEMENTALE, GENDARMERIE DES TRANSPORTS AÉRIENS, GENDARMERIE D’OUTRE-MER, GENDARMERIE MARITIME, GENDARMERIE MOBILE, JUSTICE MILITAIRE, MARINE NATIONALE, AÉRONAUTIQUE NAVALE, BÂTIMENTS DE COMBAT, FUSILIERS MARINS, MARINS POMPIERS, NAGEURS DE COMBAT, PLONGEURS DÉMINEURS, SOUS-MARINS, POSTE INTERARMÉES, SERVICE DE SANTÉ, SERVICE DES ESSENCES, CYBER, MUSIQUE.
Dawne, obecnie już nienadawane okucia to: FORCES FRANÇAISES EN ALLEMAGNE, MISSIONS D’ASSISTANCE EXTÉRIEURE, ARME BLINDÉE, COMMISSARIAT ARMÉE DE TERRE, COMMISSARIAT, TROUPES ALPINES, FORCE AÉRIENNE TACTIQUE, FUSILIERS COMMANDOS DE L’AIR, TRANSPORT AÉRIEN, INTENDANCE, COMMANDEMENT AIR DES SYSTÈMES DE SURVEILLANCE, D’INFORMATION ET DE COMMUNICATIONS, COMMANDEMENT DES ÉCOLES DE L’ARMÉE DE L’AIR, FORCE AÉRIENNE DE COMBAT, FORCE AÉRIENNE DE PROJECTION, FORCES DE PROTECTION ET DE SÉCURITÉ DE L’ARMÉE DE L’AIR.

## Nadania nadzwyczajne (z wyróżnieniem)
Od 2004 można otrzymać jako nadanie nadzwyczajne najwyższy stopień medalu za działania obarczone podwyższonym ryzykiem, które zostały wyróżnione w rozkazach służbowych dowództwa.
W przypadku tych nadań odznaczeni otrzymują złoty medal, który posiada dodatkowe oznaczenia otrzymywane za wyróżnienie w rozkazie dziennym (citation à l’ordre), niekwalifikującym się jednak do nadania Krzyża Wojennego ani Krzyża Waleczności Wojskowej, tzw. „wyróżnienie bez krzyża” (citation sans croix). Oznaczenia te mocowane są do wstążki lub baretki medalu:
- brązowa palma (palme de bronze) – za wyróżnienie w rozkazie armii,
- złota gwiazdka (étoile de vermeil) – za wyróżnienie w rozkazie korpusu,
- srebrna gwiazdka (étoile d’argent) – za wyróżnienie w rozkazie dywizji,
- brązowa gwiazdka (étoile de bronze) – za wyróżnienie w rozkazie brygady lub pułku.

Od 2014 członkowie załóg atomowych okrętów podwodnych przenoszących pociski balistyczne (sous-marin nucléaire lanceur d’engins, skr. SNLE) mogą otrzymać (zamiast gwiazdek i palm) małą odznakę w postaci sylwetki okrętu podwodnego typu Le Triomphant:
- złotej – za wyróżnienie w rozkazie marynarki narodowej,
- srebrnej – za wyróżnienie w rozkazie sił zbrojonych marynarki,
- brązowej – za wyróżnienie w rozkazie floty lub flotylli,
- antracytowej – za wyróżnienie w rozkazie jednostki lub grupy łodzi podwodnych.

Od 2019 personel strategicznych sił powietrznych (forces aériennes stratégiques, skr. FAS) mogą otrzymać jako wyróżnienie małą odznakę w postaci ich godła w kolorze:
- złotym – za wyróżnienie w rozkazie armii lotniczej,
- srebrnym – za wyróżnienie w rozkazie korpusu lotniczego,
- brązowym – za wyróżnienie w rozkazie dywizji lotniczej,
- antracytowym – za wyróżnienie w rozkazie brygady lub szwadronu lotniczego[1].

Każde wyróżnienie może zostać nadane wielokrotnie, a liczba wyróżnień odpowiada liczbie gwiazdek, palm, sylwetek czy godeł umieszczanych na wstążce.

## Kolejność wśród francuskich odznaczeń
W kolejności starszeństwa ustalanej przez Wielką Kancelarię Legii Honorowej zajmuje 21. miejsce, po Medalu Zamorskim (daw. Medalu Kolonialnym), a przed Medalem Ochotniczej Służby Wojskowej.

## Wygląd odznaczenia
Medal ma średnicę 36 mm. Na awersie umieszczono wizerunek reliefu Marsylianki autorstwa François Rude’a, z napisem wzdłuż górnej krawędzi RÉPUBLIQUE FRANÇAISE (REPUBLIKA FRANCUSKA). Na rewersie widoczna jest czapka frygijska położona na gałązce laurowej oraz napis wokoło ARMÉE NATION – DÉFENSE NATIONALE (ARMIA NARÓD – OBRONA NARODOWA).
Noszony jest na wstążce o szerokości 36 mm, czerwonej z niebieskim paskiem pośrodku, która przy II stopniu ma dodatkowe srebrne paski wzdłuż obu krawędzi o szerokości 2 mm, a przy I stopniu paski są złote.